# Pycnomma
Pycnomma és un gènere de peixos de la família dels gòbids i de l'ordre dels perciformes.

## Morfologia
- Cap deprimit.
- Aletes pèlviques completament separades.
- Aleta caudal ovalada i més llarga que el cap.
- El cos presenta escates aspres i grosses, mentre que a la base de l'aleta caudal n'hi ha quatre.

## Taxonomia
- Pycnomma roosevelti  (Ginsburg, 1939)[3]
- Pycnomma semisquamatum  (Rutter, 1904)[4][5][6][7][8][9][10]